# Sidomukti (Bandungan)
Sidomukti is een bestuurslaag in het regentschap Semarang van de provincie Midden-Java, Indonesië. Sidomukti telt 4898 inwoners (volkstelling 2010).